# XNOR 게이트
XNOR 게이트(XNOR gate 또는 EXNOR, ENOR, NXOR, XAND gate)는 논리 게이트(logic gate)의 일종이다. XOR 게이트 뒤에 NOT 게이트를 붙여 출력값이 정반대이다. 입력값이 동일하면 1을 출력하고, 다르면 0을 출력하므로 비교 게이트나 일치 확인 게이트라고도 불린다.
| Input | Input | Output   |
| A     | B     | A XNOR B |
| ----- | ----- | -------- |
| 0     | 0     | 1        |
| 0     | 1     | 0        |
| 1     | 0     | 0        |
| 1     | 1     | 1        |

## 같이 보기
- 논리 회로(logic circuit)
- 논리 게이트(logic gate)
- AND 게이트
- OR 게이트
- NOT 게이트
- NAND 게이트
- NOR 게이트
- XOR 게이트